# WWF Super Wrestlemania
WWF Super WrestleMania é um jogo de wrestling mutiplataforma baseado na the World Wrestling Federation (WWF), lançado em 1992 para o Super Nintendo e Sega Mega Drive/Sega Genesis.
É considerado por muitos por ser a primeira parte da trilogia, seguido por outros jogos 16-bits baseados na WWF, WWF Royal Rumble e WWF Raw.